# ابن بطوطه (مرکز خرید)
مرکز خرید ابن بطوطه (به انگلیسی: Ibn Battuta Mall) نام یک بازار بزرگ در دبی، امارات متحده عربی است. این مرکز خرید در بزرگراه شیخ زاید، نزدیک ورودی ۶ منطقهٔ آزاد جبل علی قرار دارد. نام این بازار که در سال ۲۰۰۵ گشایش یافت از ابن بطوطه، جهانگرد معروف اهل مراکش که در سدهٔ ۱۴ میلادی می‌زیسته اقتباس شده‌است. این مرکز خرید با مساحت ۱٬۲۰۰٬۰۰۰ فوت مربع (فقط برای فروشگاه‌هایش) بزرگ‌ترین مرکز خرید اقتباسی جهان است.
مرکز خرید ابن بطوطه دارای ۶ بخش است که هر کدام از آن‌ها با الهام از ۶ کشوری که ابن بطوطه به آن سفر کرد معماری شده‌است: چین، شبه‌قاره هند، ایران، مصر، تونس و اندلس.

## نگارخانه

تصویری ۳۶۰ درجه از بیرون بخش ایرانی مرکز خرید ابن بطوطه

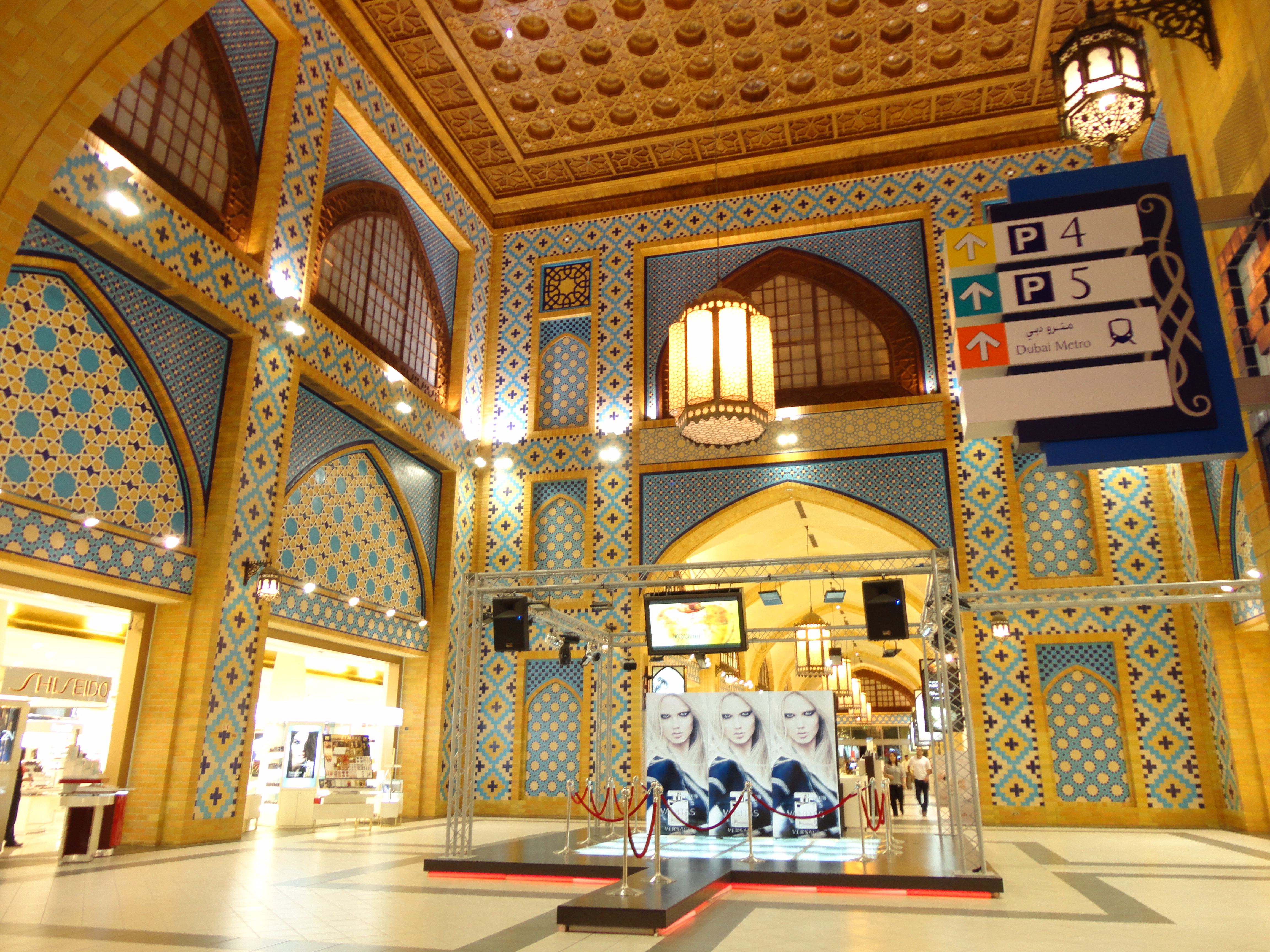
قسمت ایرانی ابن بطوطه